# 国鉄8850形蒸気機関車

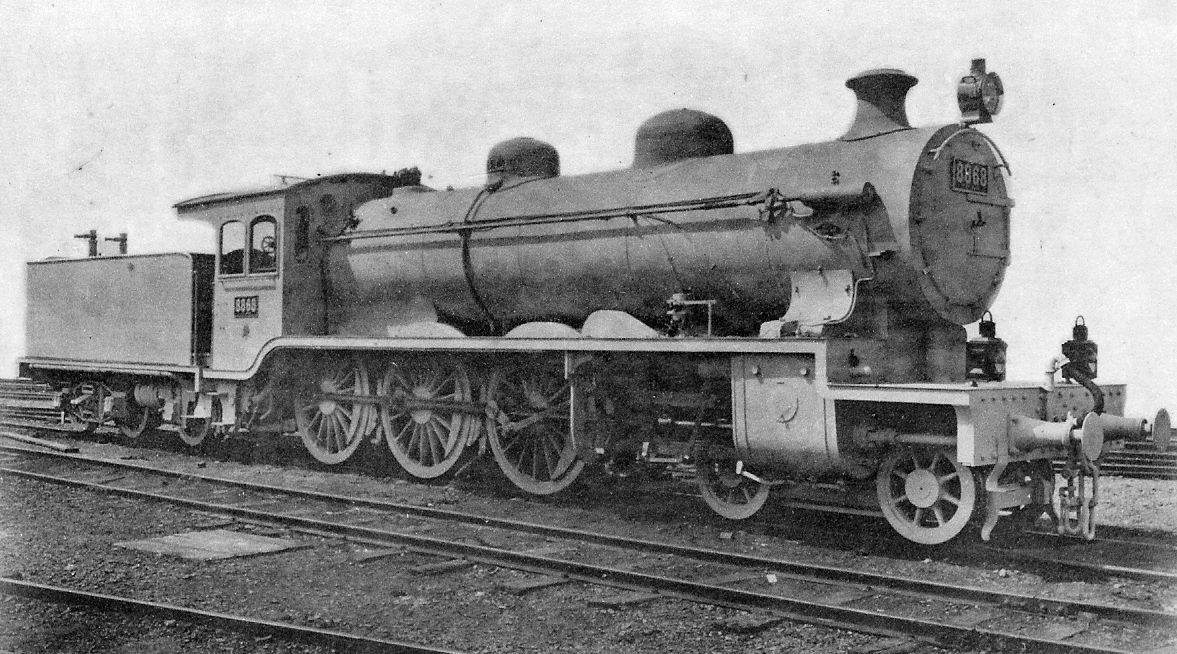
8850形機関車8868

8850形は、日本国有鉄道（国鉄）の前身である鉄道院が輸入した、幹線旅客列車牽引用のテンダー式蒸気機関車である。1912年（明治45年）6月に運行が開始された日本初の「特別急行列車」の牽引を務めることにもなった機関車である。

## 概要
1911年（明治44年）にプロイセン王国（当時）のボルジッヒ社(Borsig Lokomotiv-Werke GmbH; Berlin-Tegel)で製造された機関車である。機関車本体のみ12両（製造番号4694 - 4705）が製造され、8850 - 8861と付番された（炭水車は日本国内で製造。6700、6750等と同様の3軸テンダーの組み合わせ。川崎のコピー機は片ボギー式台車のテンダーを使用している）。当時、鉄道院工作課長であった島安次郎が、プロイセンで蒸気機関車用の過熱器の実用化に成功していることに着目し、輸入したもので、日本初の過熱式機関車である。
同じくプロイセンのベルリーナ製8800形、アメリカのアメリカン・ロコモティブ社製8900形、イギリスのノース・ブリティッシュ・ロコモティブ社製8700形と同様の経過で発注が行われた。
ボルジッヒ社では、受注後わずか60日で1号機を完成させており、この迅速な設計・製作ぶりも特筆される出来事である。
1913年（大正2年）には輸入されたものの模倣により、川崎造船所で12両（製造番号60 - 71）が国内生産され、8862 - 8873となった。同社では、シュミット式過熱装置の特許を購入して、これに備えた。また、　ボルジッヒの原設計では圧延鋼板切抜きによる棒台枠仕様であったが、当時の日本では同等の圧延鋼板を調達することが困難で、川崎では代替策として鋳鋼で製造するため、破壊するまで落下試験を行い、鉄道省の了解を取って鋳鋼製台枠として製造した。

## 構造
車軸配置4-6-0(2C)形のテンダー機関車で、シュミット式蒸気過熱装置を装備している。ボルジッヒ社では受注に当たって、いくつかの重大な仕様変更を提案した。圧延鋼板を切り抜いて製作する棒台枠の採用と、火格子を台枠上に載せることである。
従来の板台枠を用いた機関車の場合、狭火室は台枠の間に挟み込むものであったが、本形式では棒台枠の採用によりその空間が狭まり、火室幅をとることが困難になったため、火室を台枠間から台枠上に移したのである。
これによりボイラ中心高さは従来機から大幅に高まり、転覆が危惧されたものの、実際には問題なく走行でき、この成功はのちの更にボイラ中心の高い9600の設計の裏付けとなった。
また火室を台枠上に移したことで第二動輪と第三動輪に大きな間隔を取る必要がなくなったため、その分第一動輪とクロスヘッドの間隔を広げ、第一動輪に主連棒を連結し、慣性質量となる主連棒を短縮している。
本形式は、機関車本体のみが輸入されたため、炭水車は国内で製造された3軸固定式のものである。国産機のものは、若干大型化され、第2・第3軸をボギー台車とした片ボギー式となった。
8850形はそれまでの旅客用機関車と比べれば遥かに大型のものであった。又これらの機関車を参考とする事により8620、9600ひいては18900（C51）への道を開く事となる。

### 主要諸元

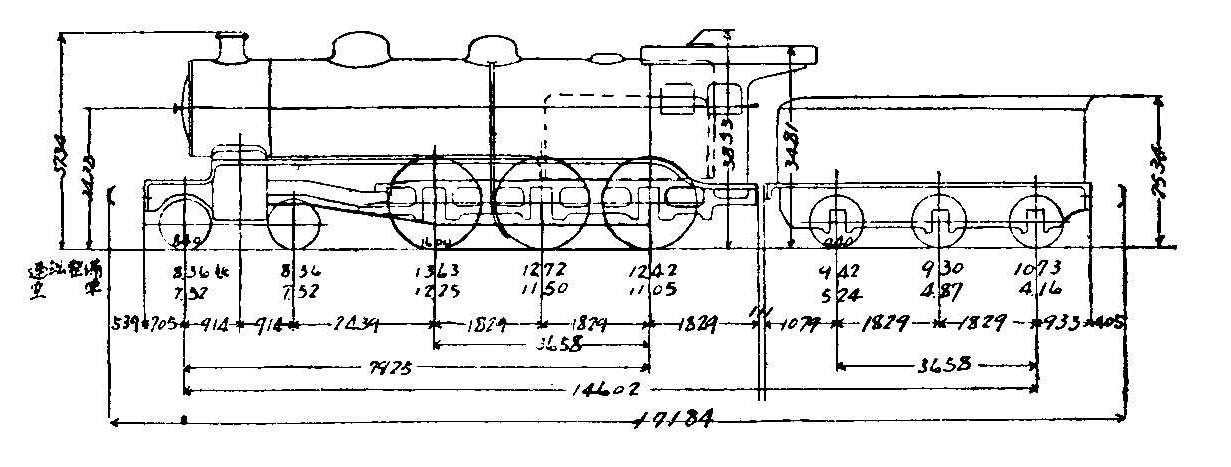
形式図

括弧書きの数値は、川崎造船所製（8862 - 8873）の数値。
- 全長：17,529mm
- 全高：3,851mm
- 軌間：1,067mm
- 車軸配置：4-6-0(2C) - テンホイラー
- 動輪直径：1,600mm(5ft3in)
- 弁装置：ワルシャート式
- シリンダー（直径×行程）：470mm×610mm
- ボイラー圧力：12.7kg/cm2
- 火格子面積：1.81m2
- 全伝熱面積：139.0m2
  - 過熱伝熱面積：28.4(28.5)m2
  - 全蒸発伝熱面積：110.6(110.5)m2
    - 煙管蒸発伝熱面積：98.8(98.9)m2
    - 火室蒸発伝熱面積：11.7(11.6)m2
- ボイラー水容量：5.4(5.5)m3
- 大煙管（直径×長サ×数）：133(140)mm×4572mm×14本
- 小煙管（直径×長サ×数）：57mm×4572mm×88本
- 機関車運転整備重量：55.49(55.97)t
- 機関車空車重量：49.83(49.93)t
- 機関車動輪上重量（運転整備時）：38.77(39.46)t
- 機関車動輪軸重（第2動輪上）：13.42(13.90)t
- 炭水車運転整備重量：29.44(30.13)t
- 炭水車空車重量：14.26(14.27)t
- 水タンク容量：12.11(12.57)m3
- 燃料積載量：3.05t
- 機関車性能
  - シリンダ引張力（0.85P）：9,090kg

## 経歴
本形式は東海道本線で使用されたため、最初は中部鉄道管理局、後に名古屋鉄道管理局に所属し、新橋、沼津、浜松、名古屋の各庫に配置された。1915年（大正4年）には8871 - 8873が名古屋に配置されていたが、1920年（大正9年）3月に東京鉄道管理局に移され、同局管内に全車が揃えられた。その後、時期は不明であるが、横須賀線や東北本線に転じている。
8850は中部鉄道管理局内の東海道線各機関区、新橋、沼津、浜松、名古屋庫に配置され1912年6月運転開始の特別急行1、2列車（後の「富士」）の牽引に当たっている。有名な御殿場越えでは、後部補機に9750等のマレー機関車を付けて走破している。これ以降1919年（大正8）の18900形（後のC51）登場まで東海道線東京口の特急牽引機として大活躍する事となる。しかし18900の増備により8850も東海道線でのローカル列車用となり一部は東北線にも進出。昭和に入ると安房北条、勝浦、千葉庫に集められ房総線の主力機となっている。
1933年（昭和8年）6月末現在の配置は、8850 - 8857, 8860, 8873の10両が安房北条（現在の館山）、8861 - 8863, 8865 - 8868, 8870, 8872の9両が勝浦、8858, 8859, 8869の3両が千葉であったが、8861 - 8872は第1種休車であった。その後、8861, 8872, 8876, 8879は新鶴見に移され、8864は両国で据え置きボイラー代用となった。
1934年（昭和9年）10月、八高線の全通にともない8856 - 8860, 8865, 8868の7両が八王子、8853 - 8855, 8869の4両が高崎に移った。残りの13両のうち8861 - 8864, 8866, 8867の6両は仙台鉄道局へ移り、8861 - 8863は青森、残りの3両を米沢に配置した。8850 - 8852は高萩や平（現在のいわき）で入換専用、8870は千葉に配置されていたが、8871 - 8873は休車となっていた。
1936年（昭和11年）の五能線全通に際しては、8864, 8866を除いた4両が弘前、鯵ヶ沢に転属した。1942年（昭和17年）ごろからは、同線に8620形が投入されたことにより、これらは東京に戻ったが、詳細は戦時中のこととて不明である。
終戦後の1947年（昭和22年）3月末現在の配置は、8851 - 8854, 8856 - 8858, 8860, 8862, 8866の10両が八王子、8861, 8865は飯田町、8850, 8867は土浦、8855, 8864, 8868 - 8873は高萩に配置され、八王子のものは引き続き八高線、他は入換用に使用されていたほか、8859と8863は千葉、新小岩で休車となっていた。
廃車は八高線正面衝突事故車である8853, 8869を皮切りに1947年6月から始まり、1951年（昭和26年）3月までに全車が廃車となった。

## 譲渡
1950年に国鉄で廃車された8864, 8865の2両が、三井鉱山奈井江専用鉄道に払下げられた。8864は1961年廃車、8865も翌1962年廃車解体されている。